# Toprakkale-Keramik

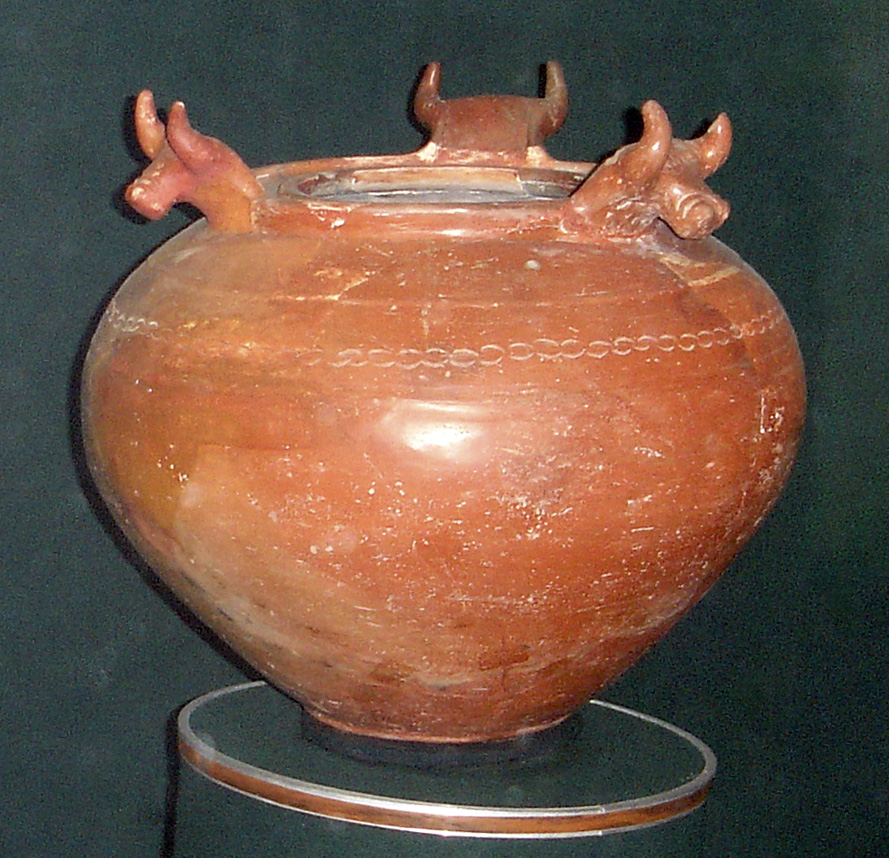
Toprakkale-Kessel mit Stierprotomen, Erebuni

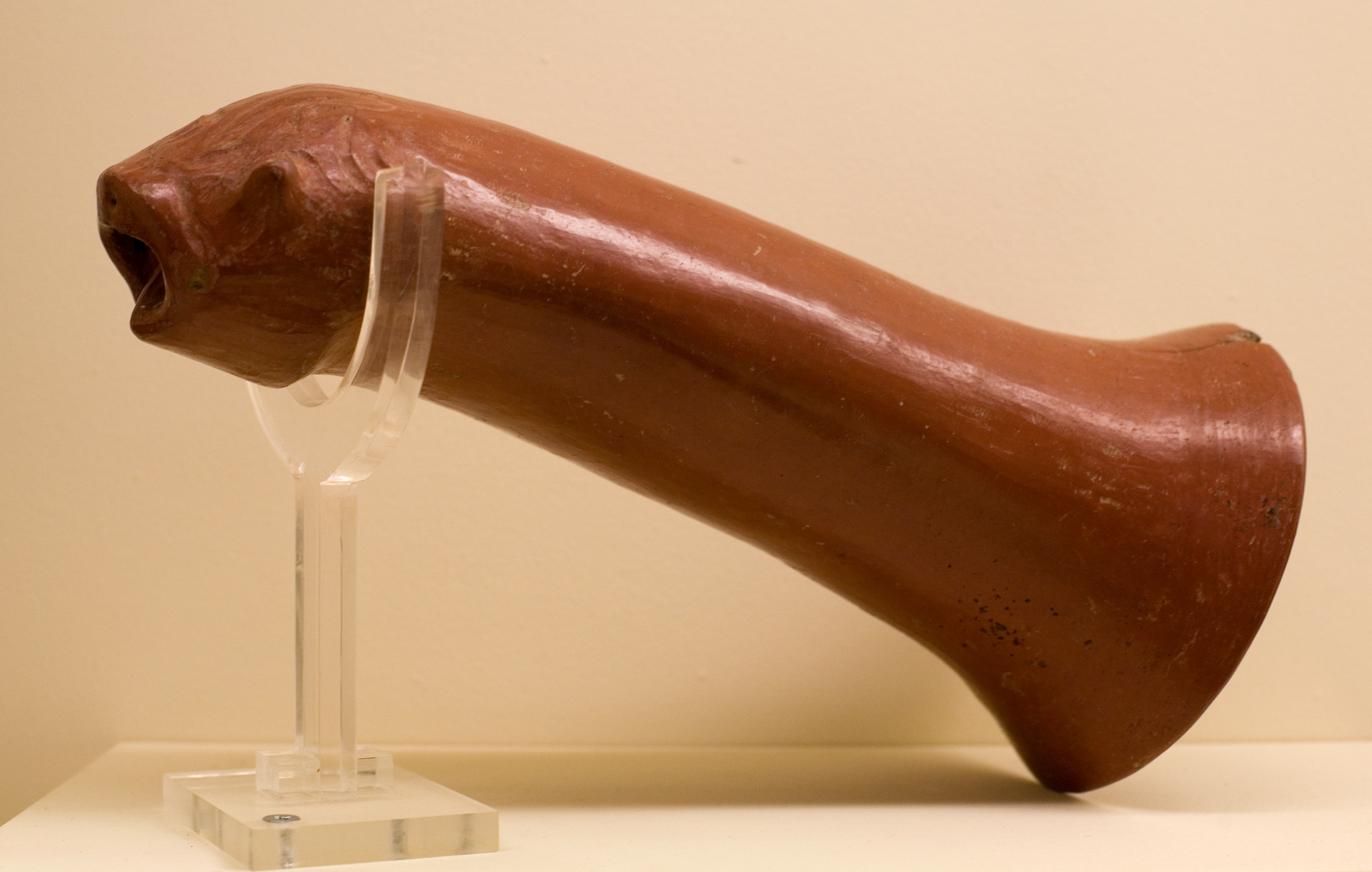
Tierköpfiges Rhyton, Toprakkale-Ware

Toprakkale-Ware ist eine urartäische scheibengedrehte Feinkeramik. Sie hat eine rote, sorgfältig polierte Oberfläche und ahmt zumindest teilweise Metallgefäße nach. Manchmal findet sich auch eine gelbliche oder bräunliche Farbe. Der Ton ist fein und sandgemagert. Die Oberfläche ist mit einem Slip (Lehmglasur) aus rotem Ton überzogen und ist fein poliert, vielleicht mit Leder. In Kamir Blur wurden die Reste einer urartäischen Töpferscheibe gefunden. Die Keramik wurde bei ca. 800 Grad gebrannt.

## Formen
- flache und tiefe Schalen
- Pokale
- Henkeltassen
- Krüge
- Oinochoen mit kleeblattförmiger Mündung
- weitmundige Vorratsgefäße

- Flaschen

## Verzierung
Die Mehrzahl der Gefäße ist unverziert, es kommen aber auch Riefen, Kanneluren, aufgesetzte plastische Verzierung ("bossed") und eingeritzte Muster vor, sowie Stempelverzierung.

## Bezeichnung
| Bezeichnung                    | Autor            |
| ------------------------------ | ---------------- |
| Bianili-Keramik                | Tarhan and Sevin |
| Palastkeramik                  | Kapmeyer 2003/04 |
| Palastware                     | S. Kroll         |
| Toprakkale Ware                | Charles Burney   |
| Urartian Red Burnished pottery | San 2005         |
| Vannisch                       | K. Lake          |

Das Auftreten der Toprakkale-Ware ist auf die großen Festungen beschränkt, wo sie auch hergestellt wurde. Sie wurde u. a. gefunden in:
- Ayanıs[5].
- Bastam
- Karmir Blur
- Kefkalesı bei Adilcevaz
- Nagarakhan, Sewan See[6]
- Norşuntepe[7]
- Sangar, Sewan See[8].
- Tepeler Höyük, Ebene von Ardahan[9].
- Toprakkale (eponymer Fundort)

Auch in den Festungen ist diese Art der Keramik jedoch selten, Kapmeyer geht von einem Anteil von weniger als 5 % aus.
Hans Henning von der Osten suchte diese Ware von hethitischer Keramik abzuleiten, was allerdings chronologisch schwierig ist.
Diese Keramik gehört zu den Gegenständen, die vermutlich unter direkter staatlicher Aufsicht produziert wurden und die eine Signalwirkung nach innen und außen besaßen. Wegen der unterschiedlichen Zusammensetzung des Überzugs geht Kapmeyer von verschiedenen Herstellungsorten aus, wegen der zur Herstellung nötigen Spezialkenntnisse nimmt sie aber auch eine zentrale Kontrolle der Herstellung an.